# Condado de Champaign (Illinois)
O Condado de Champaign é um dos 102 condados do Estado americano do Illinois. A sede do condado é Urbana, e sua maior cidade é Urbana. O condado possui uma área de 2 584 km² (dos quais 2 km² estão cobertos por água), uma população de 179,669 habitantes, e uma densidade populacional de 70 hab/km² (segundo o censo nacional de 2000). O condado foi fundado em 20 de fevereiro de 1833.